# Ingo Pini
Ingo Pini (* 13. Oktober 1936 in Koblenz) ist ein deutscher Klassischer Archäologe.

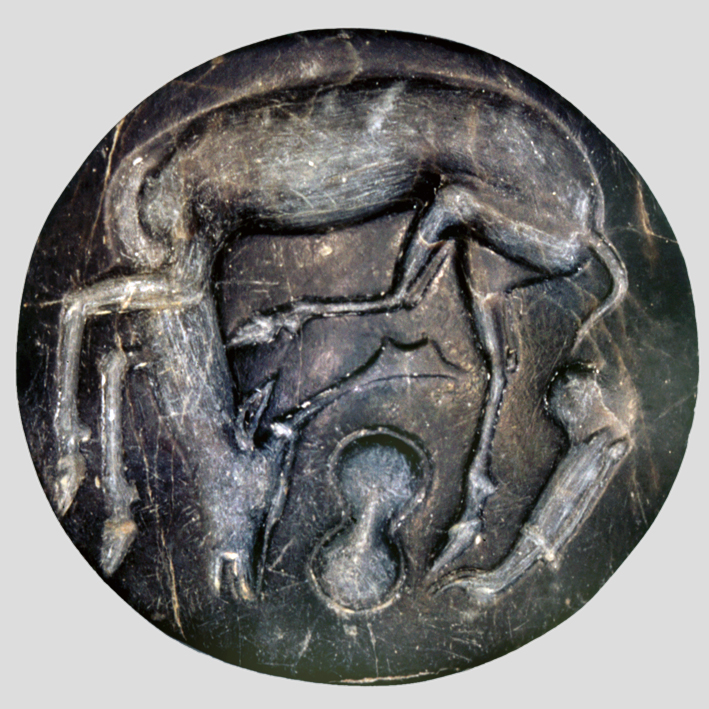
Siegel mit Hirsch, Löwenbein und 8-förmigem Schild, linsenförmig, harter, grau-grüner Stein, Durchmesser 2,0 cm, um 1500 v. Chr., Akropolis von Mykene

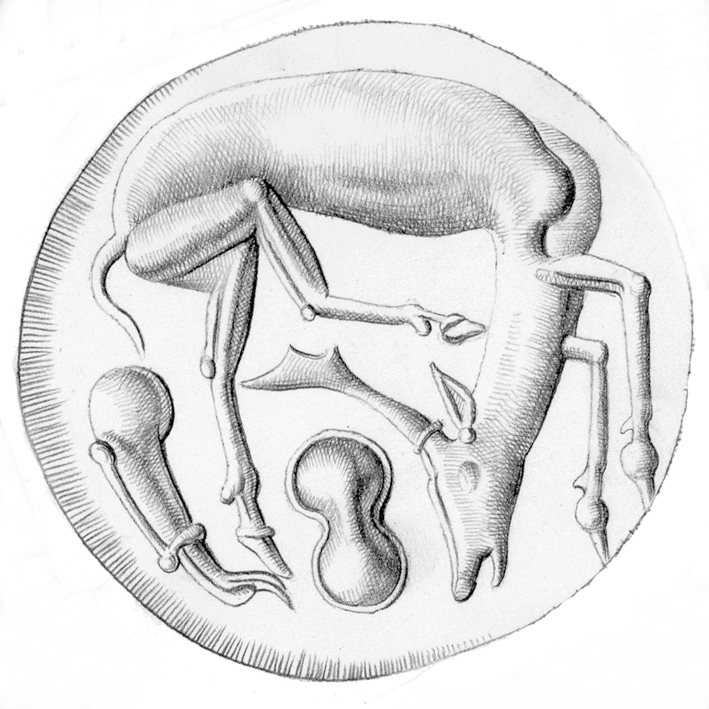
Zeichnung des Siegels

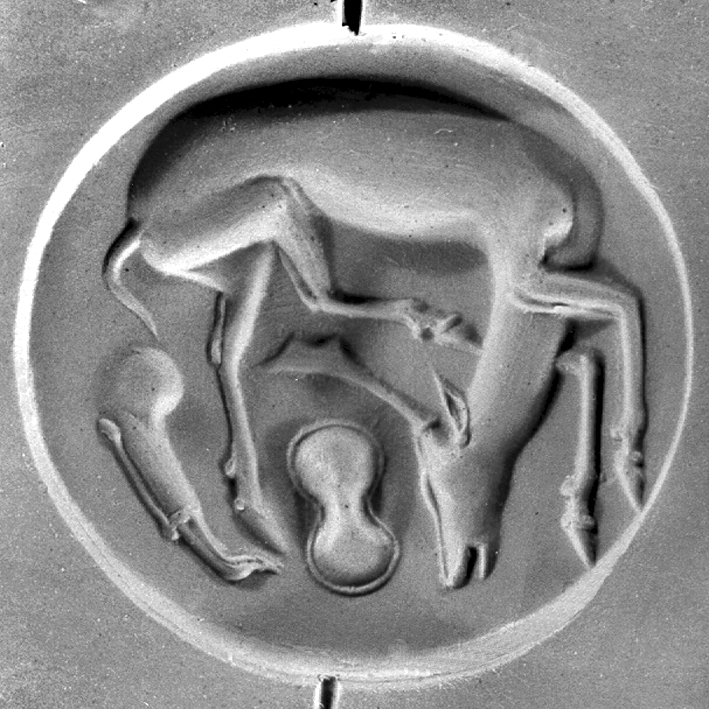
Abdruck des Siegels

## Leben
Pini studierte nach dem Schulabschluss in Helmstedt von 1956 bis 1963 an den Universitäten Marburg, München und Athen Klassische Archäologie, Kunstgeschichte und Gräzistik. Er wurde am 11. Dezember 1963 bei Friedrich Matz mit der Arbeit Beiträge zur Minoischen Gräberkunde promoviert. Anschließend reiste er mit dem Reisestipendium des Deutschen Archäologischen Instituts ein Jahr lang in den Ländern des östlichen Mittelmeerraums. Danach war er von 1965 bis 2010 am Corpus der minoischen und mykenischen Siegel in Marburg tätig. 1969 wurde er Mitherausgeber und 1975 Herausgeber des Corpus, das derzeit 30 Bände und 7 Beihefte umfasst. 1987 wurde er zum Honorarprofessor an der Universität Marburg ernannt. 1999 verlieh ihm die Universität Athen die Ehrendoktorwürde. 2008 erhielt er die Goldmedaille des „Institute for Aegean Prehistory“ in Philadelphia.
Ingo Pini beschäftigt sich überwiegend mit Fragen und Problemen der minoisch-mykenischen Kultur, insbesondere der Glyptik. Er lebt in Marburg.

## Schriften
- Beiträge zur minoischen Gräberkunde, Steiner, Wiesbaden 1968.
- mit Walter Müller, J.-P. Olivier und A. Sakellariou: Die Tonplomben aus dem Nestorpalast von Pylos, von Zabern, Mainz 1997, ISBN 3-8053-1981-9.
- Corpus der Minoischen und Mykenischen Siegel
  - Bd. II, 5: Die Siegelabdrücke von Phaestos, Iraklion, Archäologisches Museum, Mann, Berlin 1970.
  - Bd. V, 1-2: Kleinere Griechische Sammlungen, Mann, Berlin 1975, ISBN 3-7861-2234-2.
  - Bd. II, 2: (mit Nikolaos Platon, Gisela Salies und André Dessenne) Die Siegel der Altpalastzeit, Iraklion, Archäologisches Museum, Mann, Berlin 1977, ISBN 3-7861-4093-6.
  - Bd. II, 3: (mit Nikolaos Platon) Die Siegel der Neupalastzeit, Iraklion, Archäologisches Museum, Mann, Berlin 1984, ISBN 3-7861-1392-0.
  - Bd. II, 4: (mit Nikolaos Platon) A. Die Siegel der Nachpalastzeit, B. Undatierte Spätminoische Siegel, Iraklion, Archäologisches Museum, Mann, Berlin 1985, ISBN 3-7861-1393-9.
  - Bd. XI: Kleinere Europäische Sammlungen, Mann, Berlin 1988, ISBN 3-7861-1522-2.
  - Bd. V Supplementum 1A: Kleinere Griechische Sammlungen, Supplementum 1A, Ägina – Korinth, Mann, Berlin 1992, ISBN 3-7861-1676-8.
  - Bd. V Supplementum 1B: Kleinere Griechische Sammlungen, Supplementum 1B, Lamia – Zakynthos und weitere Länder des Ostmittelmeerraums, Mann, Berlin 1993, ISBN 3-7861-1711-X.
  - Bd. II, 7: (mit Walter Müller) Die Siegelabdrücke von Kato Zakros, Iraklion, Archäologisches Museum, Corpus der Minoischen und Mykenischen Siegel Bd. II,7, Mann, Berlin 1998, ISBN 3-7861-1960-0.
  - Bd. II, 6: (mit Walter Müller) Die Siegelabdrücke von Aj. Triada und anderen Zentral- und Ostkretischen Fundorten, Iraklion, Archäologisches Museum, Berlin 1999, ISBN 3-7861-2292-X.
  - Bd. VIII, 1-2 (mit Margaret A.V. Gill und Walter Müller) Die Siegelabdrücke von Knossos, Iraklion, Archäologisches Museum, von Zabern, Mainz 2002, ISBN 3-8053-3107-X.
  - Bd. V Supplementum 3, 1-2: (mit zahlreichen anderen Autoren) Kleinere Griechische Sammlungen, Supplementum 3,1-2, Neufunde aus Griechenland und der westlichen Türkei, von Zabern, Mainz 2004, ISBN 3-8053-3354-4.
  - Bd. III: (mit Walter Müller) Iraklion, Archäologisches Museum, Sammlung Giamalakis, von Zabern, Mainz 2007, ISBN 978-3-8053-3533-1.
- Das Corpus der minoischen und mykenischen Siegel, in: alma mater philippina, Marburger Universitätsbund e. V., Wintersemester 1977/78, S. 23–25.
- Die reiche Bilderwelt der Siegel in der Kultur der Bronzezeit. In: forschung, mitteilungen der DFG 3/1979, S. 20–22.
- Aegean and Cypro-Aegean Non-Sphragistic Decorated Gold Finger Rings of the Bronze Age, Aegaeum 31, Université de Liège 2010, ISSN 0776-3808.